# Julio Rey Pastor
Pour les articles homonymes, voir Pastor.
Julio Rey Pastor, né le 14 août 1888 à Logroño (Espagne) et mort le 21 février 1962  à Buenos Aires (Argentine), est un professeur et mathématicien espagnol, membre de l'Académie royale des sciences exactes, physiques et naturelles, ainsi que de l'Académie royale espagnole.

## Biographie
Il fait ses études à l'Institut Sagasta de Logroño, où il obtient son baccalauréat en 1903.
Il souhaite se préparer pour une carrière dans l'armée, mais il n'est pas admis à l'Academia General Militar (es) de Saragosse, pour avoir notamment échoué dans l'exercice de mathématiques ; il décide alors d'étudier les sciences exactes à l'Université de Saragosse, où il est l'élève de Zoel García de Galdeano. Il soutient en 1909 sa thèse sur la Correspondencia de figuras elementales à Madrid, où il fonde, avec Luis Octavio de Toledo y Zulueta et d'autres professeurs, la Société royale mathématique espagnole (Real Sociedad Matemática Española, RSME). 
En 1911, il obtient la chaire d'Analyse de l'Université d'Oviedo. La même année, il obtient une bourse de la Junta para la Ampliación de Estudios (es) pour étudier en Allemagne : en 1911 à Berlin, puis en 1913 à Göttingen, aux côtés de Felix Klein. Il découvre ainsi le programme d'Erlangen. À partir de 1913, il enseigne à l'Université complutense de Madrid, puis part à Buenos Aires en 1917. À son retour, il fonde la Revista Matemática Hispano-Americana.
En 1915, Julio Rey Pastor devient une figure importante des mathématiques en Espagne et plus tard en Argentine. Cette année-là, la Junta crée pour lui le premier institut de recherches en mathématique d'Espagne, situé à l'extérieur d'une université madrilène. Il y commence un séminaire de recherche et contribue à l'avancée et à la modernisation de la recherche et de l'enseignement des mathématiques. Il est aussi l'auteur d'une série de livres scolaires de mathématiques avancées qui ont eu une influence considérable sur le monde ibérique.
Il devient membre de l'Académie royale des sciences exactes, physiques et naturelles en 1920, avant de déménager définitivement en Argentine un an plus tard : il y obtient un poste de professeur de l'Université de Buenos Aires. Il se marie et a deux enfants.
Vers le milieu des années 1930, il dirige un groupe important d'étudiants en recherche à Buenos Aires.
Il garde pourtant d'étroits liens avec le monde mathématique espagnol, en particulier avec José del Corral Herrero (es), qu'il essaie de persuader de l'accompagner en Argentine à cause du manque d'opportunités données à l'époque en Espagne aux scientifiques et intellectuels, et revient régulièrement en Espagne. Il crée ainsi deux écoles, une en Espagne et une en Argentine, destinées à travailler dans les mêmes champs de recherche.
Il devient membre de l'Académie royale espagnole en 1954, où il occupe le siège F.
Il est nommé professeur émérite par l'Université de Buenos Aires en 1959. Cette même année, il reçoit la Grand-croix de l'ordre d'Alphonse X le Sage.

## Ses travaux
Les travaux publiés par Julio Rey Pastor se divisent en deux catégories : les livres élaborés pour les étudiants et ceux consacrés à la divulgation scientifique.
Après sa thèse en 1909, Rey Pastor fait des recherches dans le domaine de la géométrie algébrique synthétique et la géométrie projective supérieure. Dans les mémoires qu'il élabore à la suite de ses études en Allemagne, il étudie la synthétique des courbes en incorporant des groupes de transformations et des axiomatiques. Avec la création en 1915 du Laboratoire et Séminaire Mathématique, il travaille sur l'histoire des mathématiques, la géométrie synthétique réelle et complexe, la représentation conforme, la Théorie de Galois et les méthodes numériques.
Après son départ en Argentine, il développe son travail sur la somme des séries divergentes.
Il est pendant longtemps l'auteur des manuels de mathématique les plus utilisés par le monde scientifique hispanophone.

## L'importance de Rey Pastor

### Contexte historique
L'un des plus importants souhaits de Rey Pastor est d'implanter la science en Espagne. Bien que l'Espagne n'ait jamais été à la hauteur des pays européens les plus importants dans le domaine des mathématiques, Rey Pastor fait partie de l'élite mathématicienne européenne. Il est par ailleurs l'un des premiers mathématiciens espagnols à avoir pu faire des recherches dans de bonnes conditions, ce pour quoi il est si assidu dans la publication spécialisée de l'époque, et devient un scientifique reconnu par ses pairs.

### Reconnaissance
La Bibliothèque du département de mathématiques de la faculté de Sciences exactes de l'Université de Buenos Aires, le prix national de Recherche mathématique, une rue et un collège de Logroño, l'I. E. S. Rey Pastor à Madrid, l'Institut I. E. S. Julio Rey Pastor à Albacete — qui s'appelle désormais I. E. S. Bernardino del Campo — et la bibliothèque de l'école polytechnique supérieure de l'université Charles III à Leganés, portent son nom.
On peut aussi noter que son nom avait été proposé pour le nom d'un cratère de Lune, mais qu'il a été refusé par l'Union astronomique internationale, préférant celui de Faraday,.
Rey Pastor est considéré comme l'un des grands rénovateurs des mathématiques dans le monde hispanophone, et est l'instigateur d'une nouvelle science : la « préologie ».

### Conservation
Le fonds d'Archives Julio Rey Pastor, actuellement conservé dans les collections de la bibliothèque Jorge Juan du CSIC, contient un ensemble de documents provenant de l'ancien Laboratoire et Séminaire mathématique et de l'Institut Jorge Juan de Mathématiques du CSIC. La documentation la plus abondante concerne les travaux du mathématicien dans son étape la plus jeune. On y trouve ainsi le manuscrit de sa thèse, ainsi que plusieurs de ses œuvres les plus reconnues. En bon état de conservation, ces archives se trouvent cependant dans un dépôt spécial pour une meilleure préservation.
Le détail des documents de ce fonds est listé dans le catalogue des archives du Réseau de bibliothèques et archives du CSIC, et on peut visualiser certains d'entre eux en haute résolution grâce au projet SIMURG.

## Œuvre
- 1910 — Correspondencia de figuras elementales (thèse)
- 1915 — Teoría de la representación conforme
- 1916 — Introducción a la matemática superior : estado actual, métodos y problemas(Madrid, Biblioteca Corona)
- 1916 — Fundamentos de la geometría proyectiva
- 1917 — Elementos de análisis algebraico
- 1918 — Teoría de funciones reales (Madrid, Imprenta Ramona Velasco)

Resumen de la teoría de las funciones analíticas y sus aplicaciones físicas
- 1922 — Resumen del curso de cálculo infinitesimal dictado en la Facultad de Ingeniería de Buenos Aires (Centro de Estudiantes de Ingeniería, Université de Buenos Aires)
- 1923 — Ciencia abstracta y filosofía natural
- 1924 — Curso cíclico de matemáticas (Madrid, Ruiz de Lara Impr.)

Curso de cálculo infinitesimal(édité de nouveau en 1929)
- 1924 — Lecciones de álgebra
- 1926 — Los matemáticos españoles del siglo XVI (discours inaugural de l'année académique 1912/1913 à l'Université d'Oviedo)
- 1928 — Teoría geométrica de la polaridad (mémoire élaboré en 1912)
- 1930 — Nociones de trigonometría
- 1931 — Teoría de los algoritmos lineales de convergencia y de sumación
- 1931 — Un método de sumación de series
- 1933 — Metodología de la matemática elemental (avec Pedro Puig Adam (es))
- 1934 — Cosmografía
- 1940 — Geometría algebraica
- 1942 — Elementos de la teoría de funciones
- 1943 — Lema de Pincherle y lema de Borel
- 1944 — Integrales parciales de las funciones de dos variables en intervalo infinito
- 1945 — La ciencia y la técnica en el descubrimiento de América

Newton químico
- 1945 — Elementos de análisis algebraico (Buenos Aires : Imprenta Index-Solís)
- 1946 — Introducción a la epistemología de Aristóteles
- 1946 — Introducción a la epistemología y fundamentación de la matemática (Buenos Aires : Espasa-Calpe)
- 1951 — La matemática superior: métodos y problemas del siglo XIX
- 1951 — Geometría integral (avec Luis Santaló (es)) (Ed. Espasa Calpe Argentina)
- 1951 — Historia de la matemàtica (avec José Babini)
- 1952 — Análisis matemático (avec Pedro Pi Calleja et César Anselmo Trejo : Cours en 3 volumes, célèbre dans la littérature mathématique hispanophone)
- 1955 — Los problemas lineales de la física
- 1958 — Funciones de Bessel (avec Antonio de Castro Brzezicki)
- 1958 - Geometría analítica (avec Luis Santaló et Manuel Balanzat (es)), également célèbre (Ed. Kapelusz)
- 1960 — La cartografía mallorquina (avec Ernesto García Camarero)
- 2006 - Historia de la matemática (avec José Babini, Gedisa editorial, Barcelona;  (ISBN 84-7432-809-8); préface de Joan Vernet)